# トヨタ・デュアルブーストハイブリッドシステム

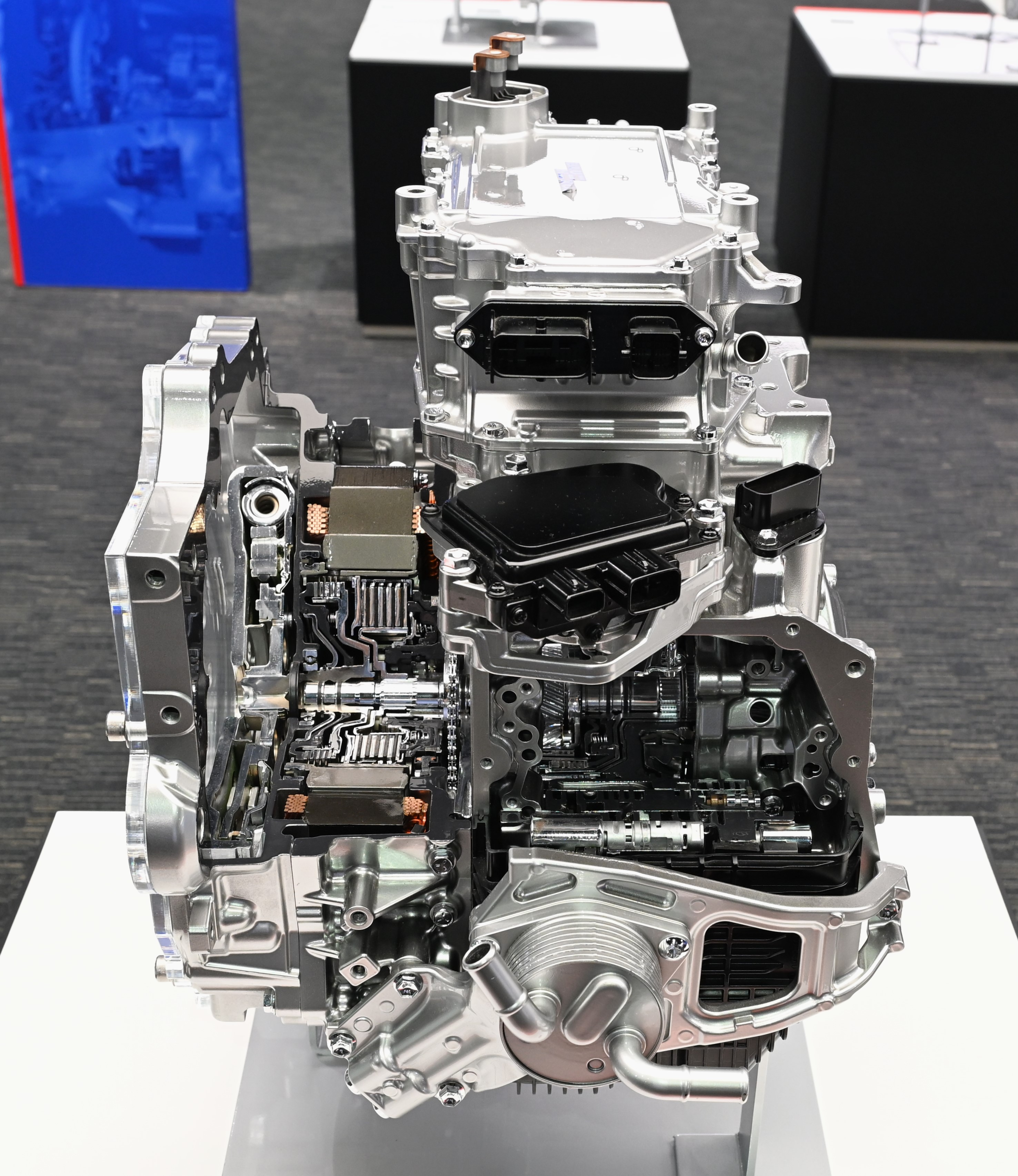
デュアルブーストハイブリッドシステムのフロント駆動部に採用されるBluE Nexus製ハイブリッドトランスミッション

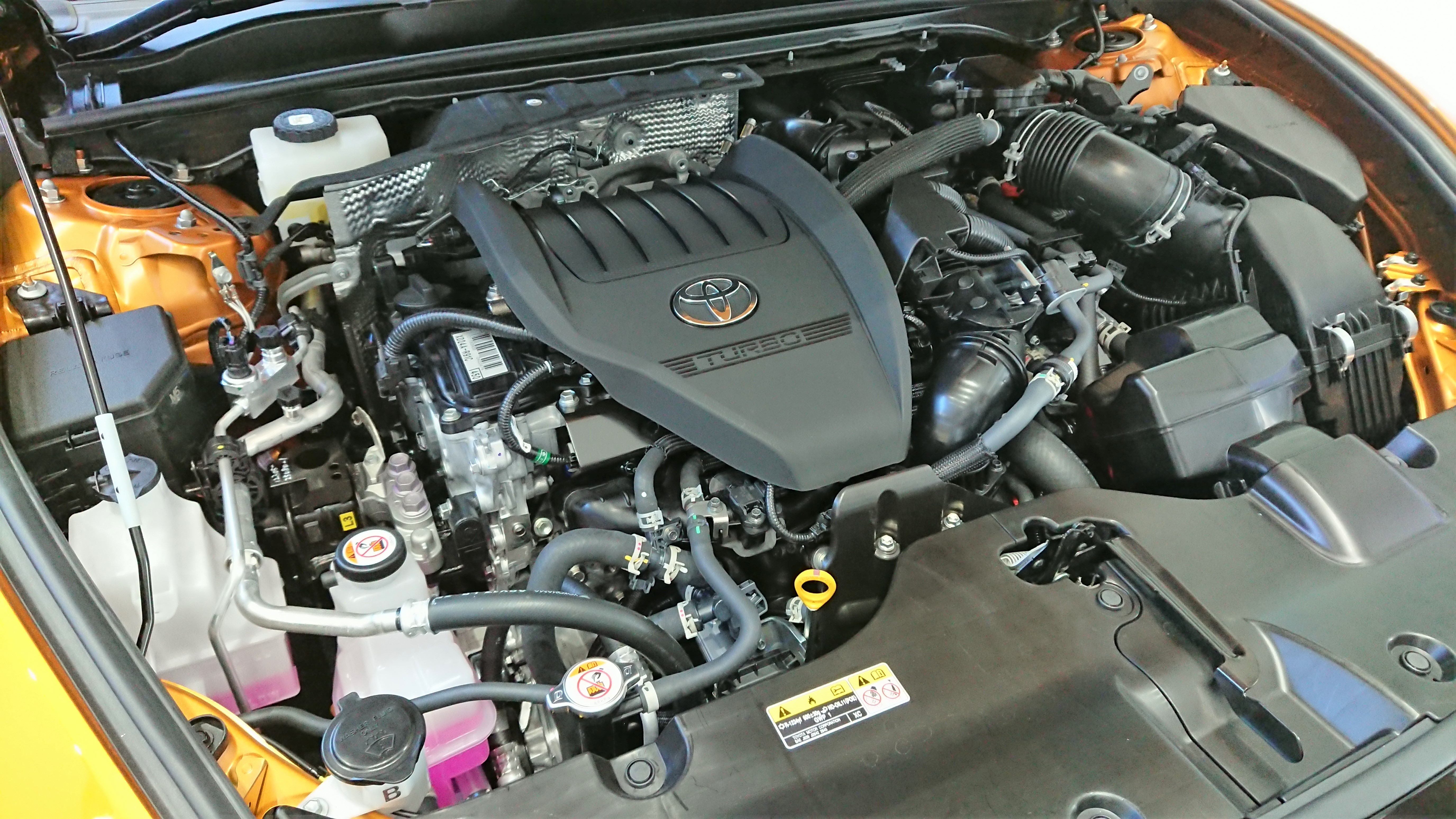
トヨタ・クラウンクロスオーバー（2.4Lターボハイブリッド車）のエンジンルーム

デュアルブーストハイブリッドシステム（Dual Boost Hybrid System, DBHS）は、トヨタ自動車が2022年に新開発した、1モーター式ハイブリッドシステム。

## 概要
2022年8月発売のクラウンクロスオーバーに初搭載。「パワフルかつリニアな加速フィーリング」と謳うシステムとして開発された。従来トヨタが採用してきた、2モーター構造でシリーズパラレル式（スプリット式）に分類されるトヨタ・ハイブリッド・システム（以下THS）とは異なり、本システムは1モーター構造でパラレル式に分類される。トヨタがパラレル式を採用するのは、第1世代THSの2001～2003年のクラウン（S17型）が用いていた「THS-M」以来となる。
北米市場向けに投入されるグランドハイランダーでは同様のシステムがHYBRID MAXとして採用されている。

## メカニズム
エンジンはダイナミックフォースエンジンとして新開発されたT24A-FTS型直噴ターボエンジンをトヨタのハイブリッドとして初めて採用し、トランスミッションはTHS-Mを採用した11代目クラウンぶりとなる有段AT「Direct Shift-6AT」を搭載している。これにより、エンジンのダイレクト感を重視した制御となり、これまでのTHS2から大きく走りを向上させる。
フロントの駆動用モーターには新設計の1ZM型が採用され、このモーターとインバータ、Direct Shift-6ATを組み合わせたハイブリッドトランスミッションはBluE Nexusが開発を担当している。このモーターは駆動と回生のいずれも可能であり、トルクコンバータの働きをするため、従来のトルクコンバータを必要としていない。多板クラッチでエンジンを接続することができ、切り離した場合はモーターのみでEV走行も可能。THS2は、動力分割機構を利用してエンジンの力を発電と駆動で分割しているのに対し、こちらは動力分割機構を撤廃してエンジンの動力を駆動のみにフル活用する方式のため、エンジンがモーターをアシストするTHS2とは異なり、（フロント）モーターがエンジンをアシストするシステムとなっている。よって、モーターは発進時のアシストはもちろん、有段トランスミッション特有の変則時のトルクの不連続感やターボエンジンの弱点と言えるターボラグを緩和することを実現している。
バッテリーには、出力密度の向上を図ったバイポーラ型ニッケル水素電池を採用し、リアには1YM型モーターとインバータを一体化したeAxleを採用している。これを高出力を余すことなく伝えるFFベースのAWD「E-Four Advanced」と組み合わせたことにより、クラウンのフロントモーターの最高出力は82.9PS、リアモーターは80.2PSとなり、最高出力272PS、最大トルク460N·mのエンジンと合わせたシステム最高出力は、2.4Lエンジンながら349PSと3.5Lエンジン並のパワーを実現している。
この技術は、すでに当初レクサスが5代目RXに搭載する新技術「2.4L-T HEV+DIRECT4」としてこのシステムの技術を公表していたが、実際の採用はクラウンが先となり、レクサスは11月にRX500hに採用する形となった。

## 搭載車種
- トヨタ・クラウンクロスオーバー（TZSH35型）
- レクサス・RX（TALH17型）
- レクサス・LM（TAWH15型）
- トヨタ・グランドハイランダー